# CBBC
A CBBC (eredeti nevén Children's BBC, magyarul: Gyermekek BBC-je) a brit közszolgálati BBC tévétársaság gyerekműsorokból álló műsorblokkjainak csatornája a CBeebies mellett. 2002 óta ezek külön tévécsatornaként, de összetartozóan üzemelnek. A CBBC a 4 és 12 év közötti, míg a CBeebies a 6 évesnél fiatalabb gyerekeket célozza meg. Műsor blokként 2012. december 21-ig volt elérhető a BBC One és Two csatornákon.
Jelenleg sávosztozásban sugározzák a BBC Three esti kiadásaként.
Skót gael nyelven hallgatható és nézhető a BBC Alba, walesi nyelven pedig a S4C csatornákon.

## Története

### Gyerekműsorok a CBBC előtt
A BBC-n először az 1937 és 1952 között futott a For the Children (Gyerekeknek) blokk. A műsor végül megszűnt, de ehelyett elindították az idősebb gyerekek számára a Blue Peter gyerekmagazint. (A név a tengeri hajók egyik jelzászlójára utal.) Emellett olyan gyerekeket megcélzó műsorokat indított mint a kisgyerekeknek szánt Watch With Mother (Nézd anyuval), a régi Doctor Who scifi-sorozat, vagy a Newsround (Hírkerék) gyerekhíradó.

### A blokk indulása
A BBC vetélytársa, a ITV 1983-ban elindította a Children's ITV (később CITV) blokkot, azonban erre válaszul a közszolgálati kiadás csak 1985-ben indult el CBBC (Children's BBC) néven. Ekkor olyan műsorok voltak a blokkban, mint a Hanna-Barbera-rajzfilmek, vagy a továbbvitt Blue Peter és Newsround. A későbbiekben a műsorblokk fokozatosan került át a BBC Two-ra.

### A '90-es évek
Az 1990-es években fokozatosan CBBC névre váltott, ami végül 1997 októberétől valósult meg a digitális átállással egy időben. Emellett a '90-es években kezdődött a "Morning Show" reggeli műsorblokk sugárzása. Ezen kívül elkezdtek a 0-4 éves korosztály felé is fordulni a BBC Choice-on elindult CBBC on Choice programmal.

### A gyerekcsatorna
2002-ben elindultak az önálló CBBC és a CBeebies csatornák, ahol régi és új gyerekműsorok sugároznak
2005-ben a brit kulturális, média- és sport-államtitkár Tessa Jowell a csatorna akkori helyzetében nem szorgalmazta a további fenntartást, emiatt arculatváltást javasolt. A BBC Trust műsorrendi változtatásokat állított be 2008 februárjától, ami délután 17:15-re beütemezett műsorzárást eredményezett. Ennek betudhatóan jelentősen csökkent a nézettsége. Ezzel egyidőben elveszítette a Neighbours (Szomszédok) szappanopera sugárzását, és a Leggyengébb láncszem című kvízműsor is visszakerült a BBC Two-ra, nappali adásban.

### Gyerekblokkok megszűnése
2012. májusában a BBC Trust jóváhagyta, hogy az angol digitális átállás után megszünteti a BBC One-on és a BBC Two-n lévő gyerekblokkokat. 
Emiatt az utolsó sugárzása a BBC One-on 2012. december 21.-én, a CBeebies-nek pedig a BBC Two-n 2013. január 4.-én volt. Az utolsó Newsround adást a BBC One-n 2012. december 20-án sugározták, másnap pedig a Blue Peter utolsó, egyben karácsonyi különkiadása ment le a csatornán.

## A blokkok végső ütemeztetése
A gyermek BBC blokkok utolsó ütemeztetése:
- A CBeebies (a 0 és 6 év közöttieknek, a BBC Two-n) 2012. december 1-ig hétvégenként 6:00 és 12:00 között, hétköznap pedig reggel 6 és 11:30 között.
- A CBBC (a 4 és 12 év közöttieknek, a BBC One-n) 2012. december 1-ig 15:05 és 17:15 között.

## Műsorok
A CBBC nagy mennyiségben gyárt gyerekeknek szóló műsorokat, beleértve filmeket, híreket, szórakoztató és ismeretterjesztő programokat.
A CBBC leghosszabb ideje futó műsora a Blue Peter. Hasonlóan méltó erre az említésre a Grange Hill, a Newsround, és a legújabb sláger a Tracy Beaker.
Ezen kívül műsorok, amik leginkább a tinédzsereket célozta meg. Ezek közé tartozik például a Byker Grove is.
1. ↑  1080p25 néha csak Freeview

1. ↑  Cite web-hiba: a title paramétert mindenképpen meg kell adni!